# De Soto (Iowa)
De Soto è un comune degli Stati Uniti d'America, situato nello Stato dell'Iowa, nella contea di Dallas.